# Kujūkushima

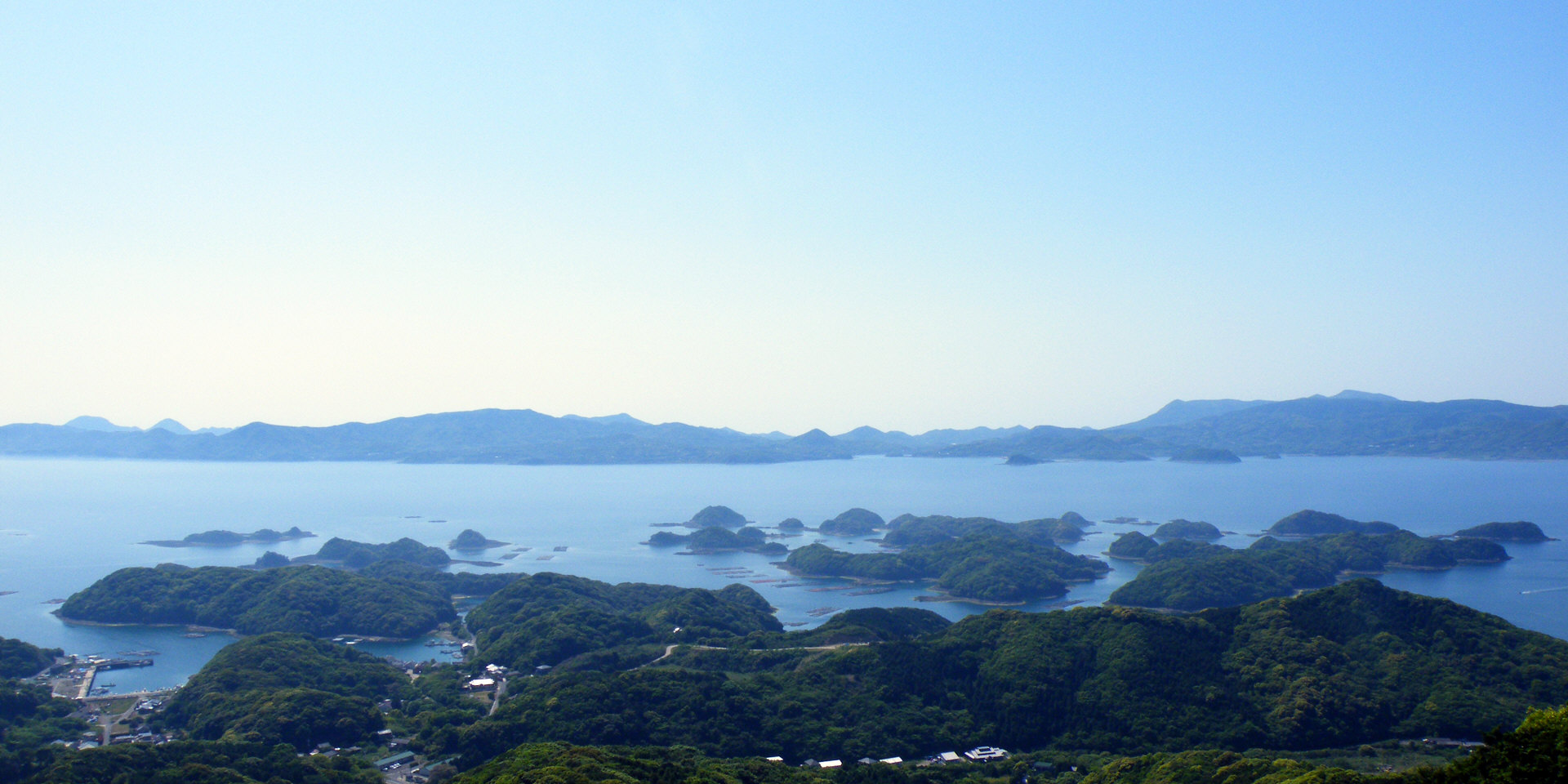
Nord-Kujūkushima

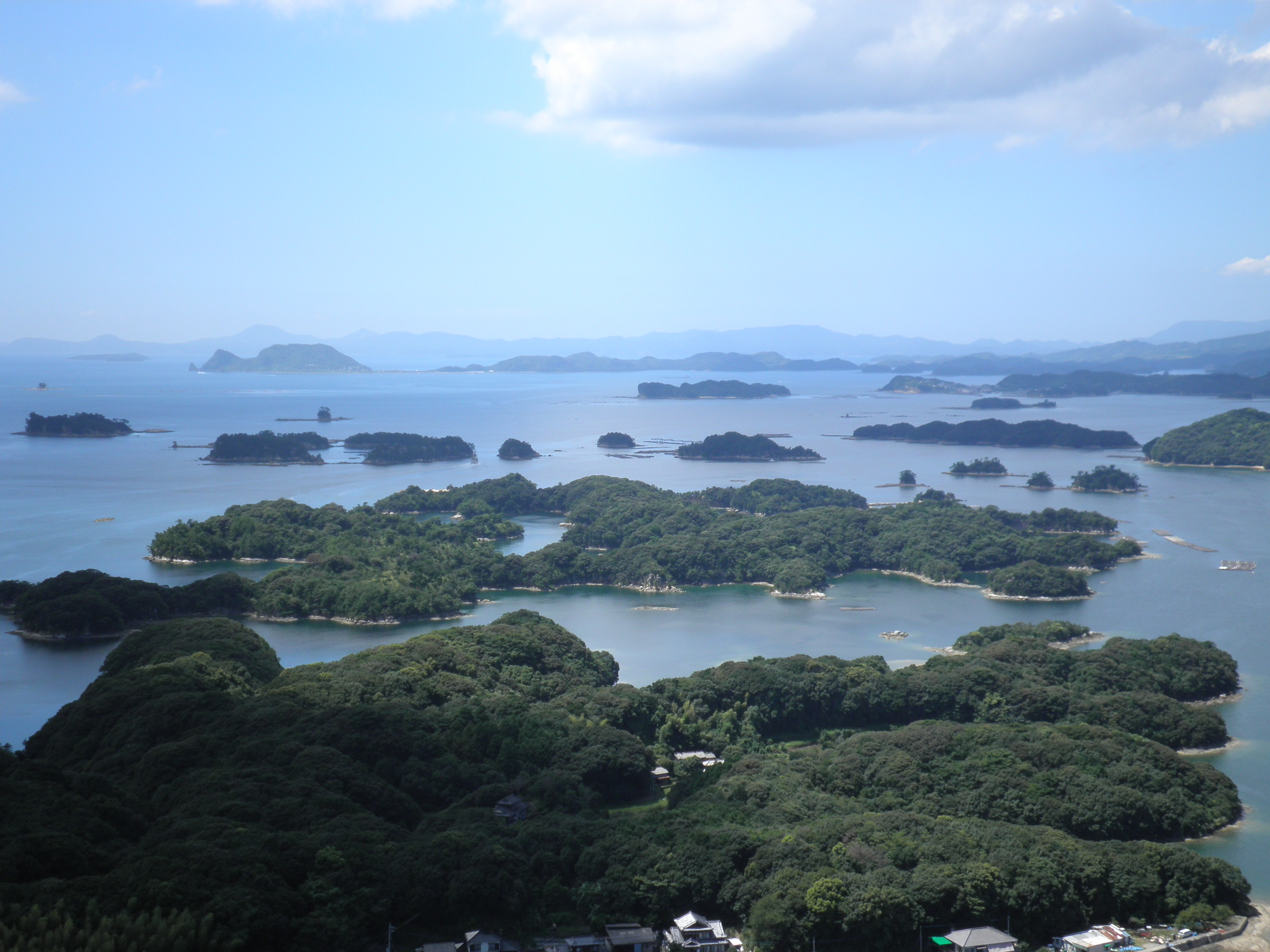
Süd-Kujūkushima

Kujūkushima (jap. 九十九島) ist eine Inselgruppe, die der japanischen Hauptinsel Kyūshū im Westen vorgelagert ist.
Der Name der Inselgruppe bedeutet wörtlich „Neunundneunzig Inseln“, doch wird ihre Anzahl offiziell mit 208 angegeben. Die Inseln, die fast alle gebirgig, bewaldet und unbewohnt sind, gehören teilweise zum Stadtgebiet von Sasebo, teilweise zur Stadt Hirado. Die Inseln sind ein Teil des Saikai-Nationalparks.
Die beiden größten Inseln, Kuroshima und Takashima, sind mit einer Autofähre dreimal täglich von Ainoura, einem Hafen nördlich von Sasebo, zu erreichen.

## Kuroshima

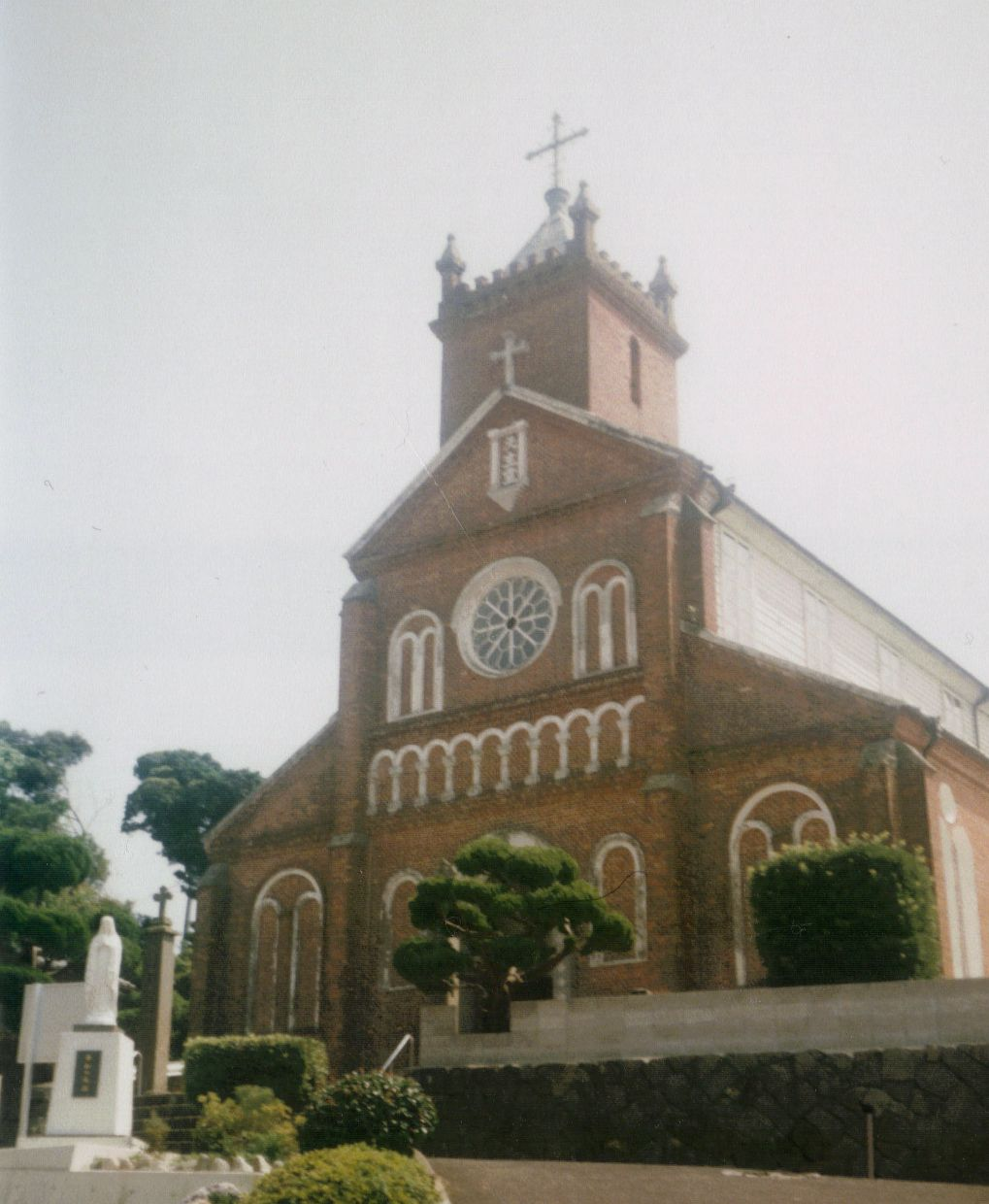
Die Kirche Kuroshima Tenshudō

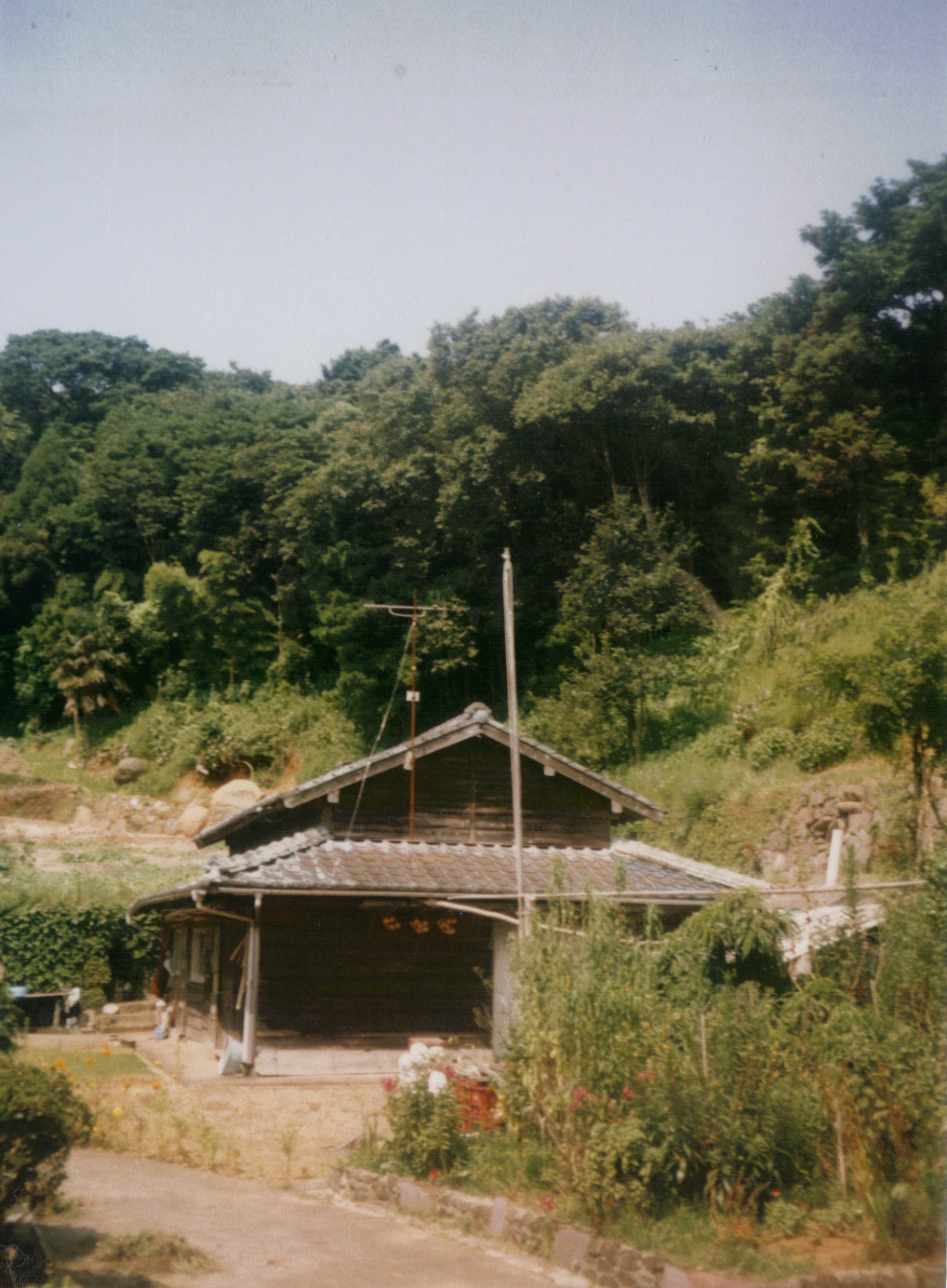
Traditionelle Architektur auf Kuroshima

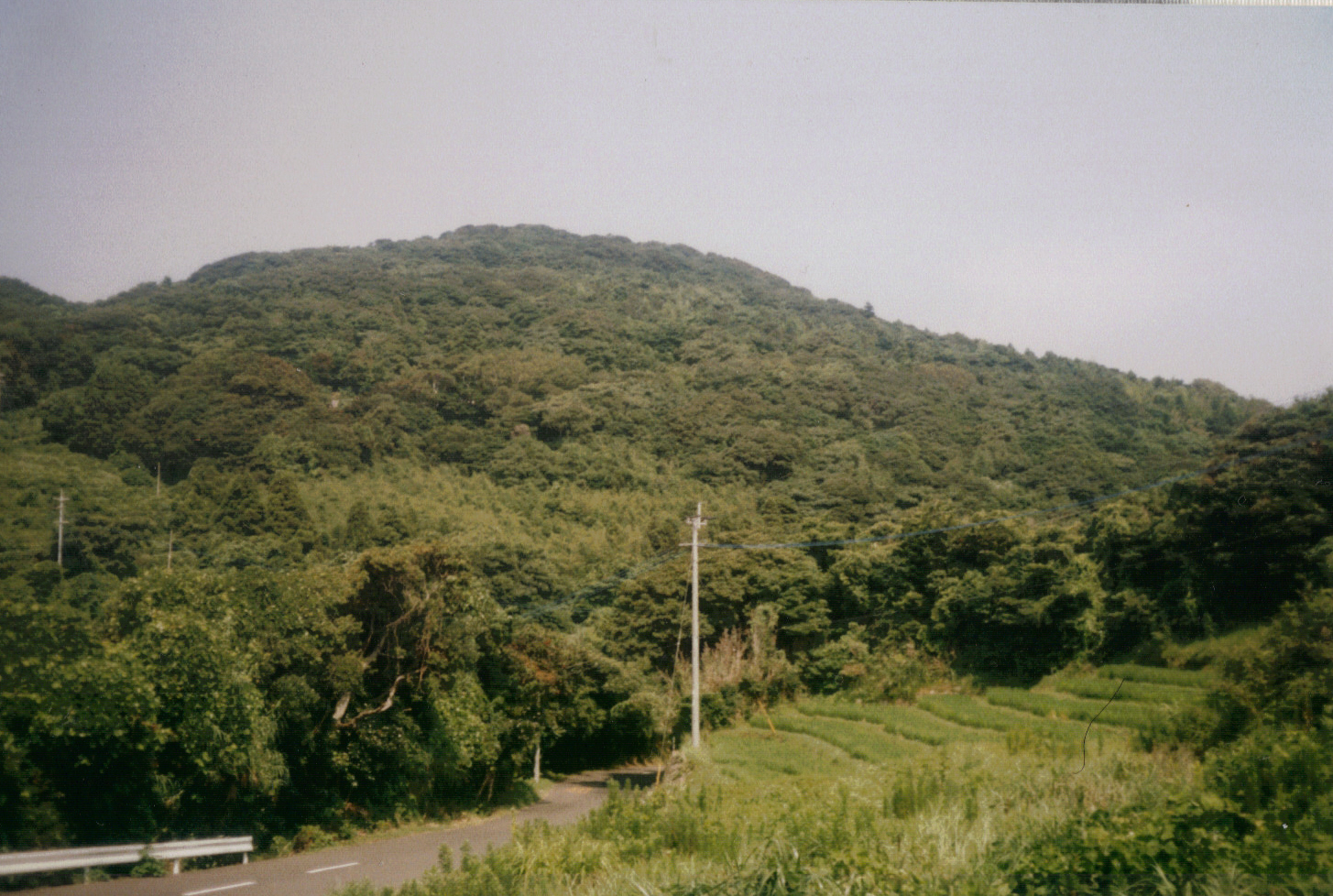
Reisterrassen auf Kuroshima

Die Insel Kuroshima (黒島), deren Name wörtlich „Schwarze Insel“ bedeutet, ist mit einer Fläche von 5,3 km² die größte Insel des Archipels.
Von den 650 Einwohnern (Zensus 2005) sind 80 % römisch-katholisch und nicht wenige von ihnen sind Nachfahren von Christen, die 1637 nach dem Shimabara-Aufstand hier Zuflucht suchten, um der Christenverfolgung unter Tokugawa Ieyasu zu entgehen.
Kuroshima ist gebirgig und auch heute noch stellenweise dicht bewaldet. Die meisten der Einwohner leben auch heute noch von Landwirtschaft und Fischerei, einige pendeln jeden Tag zur Arbeit auf das Festland. Im Innern der Insel wurden an einigen Stellen Reisterrassen angelegt, was für Japan eher untypisch ist. Auch Bauernhäuser im traditionellen Baustil sind noch erhalten.

Die Hauptsehenswürdigkeit Kuroshimas ist die 1902 erbaute Kirche Kuroshima Tenshudō. Sie erhebt sich fast genau in der Mitte der Insel ist eine der ganz wenigen aus Ziegeln errichteten Kirchen Japans. 1998 wurde sie offiziell zum „Wichtigen Kulturgut“ erklärt. Unweit der Kirche befinden sich die Schule und die Verwaltung der Insel sowie Einkaufsmöglichkeiten.

## Takashima

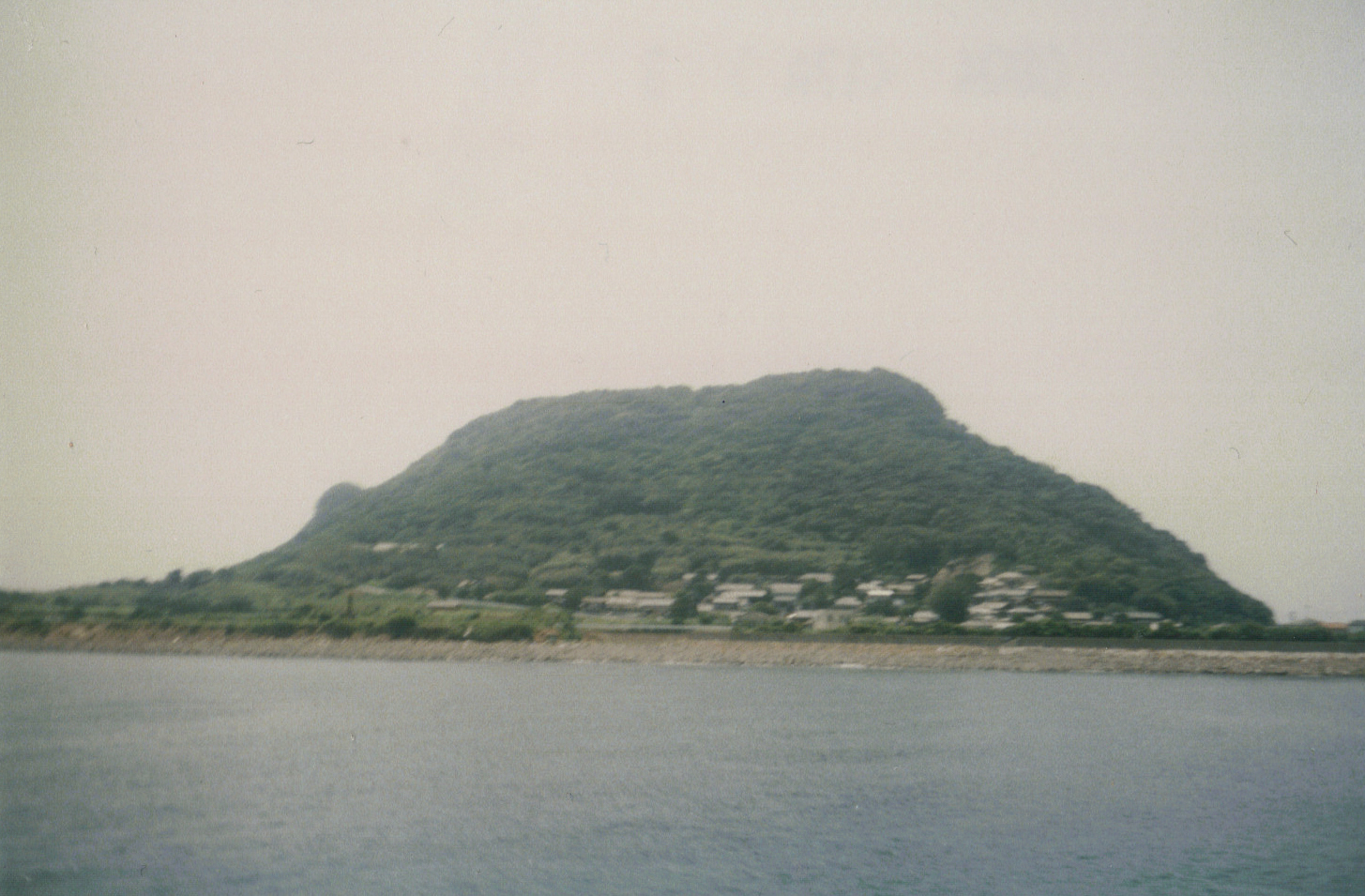
Blick zur Insel Takashima

Takashima (高島), die zweitgrößte Insel des Kujūkushima-Archipels, bedeckt eine Fläche von 2,6 km² und zählte beim Zensus von 2005 239 Einwohner. Der Name der Insel bedeutet wörtlich „Hohe Insel“. Die höchste Erhebung beträgt 138 m.